# Anssi Nieminen
Anssi Nieminen, född i Jyväskylä i Västra Finlands län, är en finländsk tidigare backhoppare och nuvarande backhoppningstränare. Han representerade Jyväskylän Hiihtoseura.

## Karriär
Anssi Nieminen debuterade internationellt under öppningstävlingen i tysk-österrikiska backhopparveckan (ingår som en del av världscupen) i Schattenbergbacken i Oberstdorf i dåvarande Västtyskland 30 december 1985. Han blev nummer 6 i sin första internationella tävling. Landsmannen Pekka Suorsa vann tävlingen. Nieminen var 4,4 poäng från prispallen. Redan 5 dagar senare tog Anssi Nieminen en plats på prispallen i en världscupdeltävling då han kom på tredje plats i deltävlingen i backhopparveckan i Bergiselbacken i Innsbruck i Österrike 4 januari 1986. Nieminen var 7,4 poäng efter landsmannen Jari Puikkonen och 2,3 poäng efter Hroar Stjernen från Norge. Nieminen tog även en pallplats i världscupdeltävlingen i normalbacken i MacKenzie Intervale Ski Jumping Complex i Lake Placid i USA 1 december 1990, då han blev nummer tre efter Andreas Felder från Österrike och landsmannen Ari-Pekka Nikkola. Anssi Nieminen tävlade i världscupen från 1985 till 1993. Bästa sammanlagda resultat fick han säsongen 1990/1991 då han blev nummer 25 totalt.
Anssi Nieminen avslutade backhoppningskarriären efter tävlingsäsongen 1992/1993.

## Övrigt
Efter avslutad aktiv idrottskarriär har Nieminen varit verksam som backhoppningstränare i hemstaden Jyväskylä. Han var personlig tränare för bland andra Antti Kuisma och Risto Jussilainen.